# Cryptantha granulosa
Cryptantha granulosa är en strävbladig växtart som först beskrevs av Hipólito Ruiz López och Pav., och fick sitt nu gällande namn av Ivan Murray Johnston. Cryptantha granulosa ingår i släktet Cryptantha, och familjen strävbladiga växter. Inga underarter finns listade i Catalogue of Life.